# Posto di Movimento Santa Viola
Posto di Movimento Santa Viola vasútállomás Olaszországban, Bologna településen.

## Vasútvonalak
Az állomást az alábbi vasútvonalak érintik:
- Porrettana-vasútvonal

## Kapcsolódó állomások
A vasútállomáshoz az alábbi állomások vannak a legközelebb:
- Stazione di Bologna Borgo Panigale
- Stazione di Bologna Centrale
- Calderara-Bargellino railway halt
- Lavino railway station